# 松前台

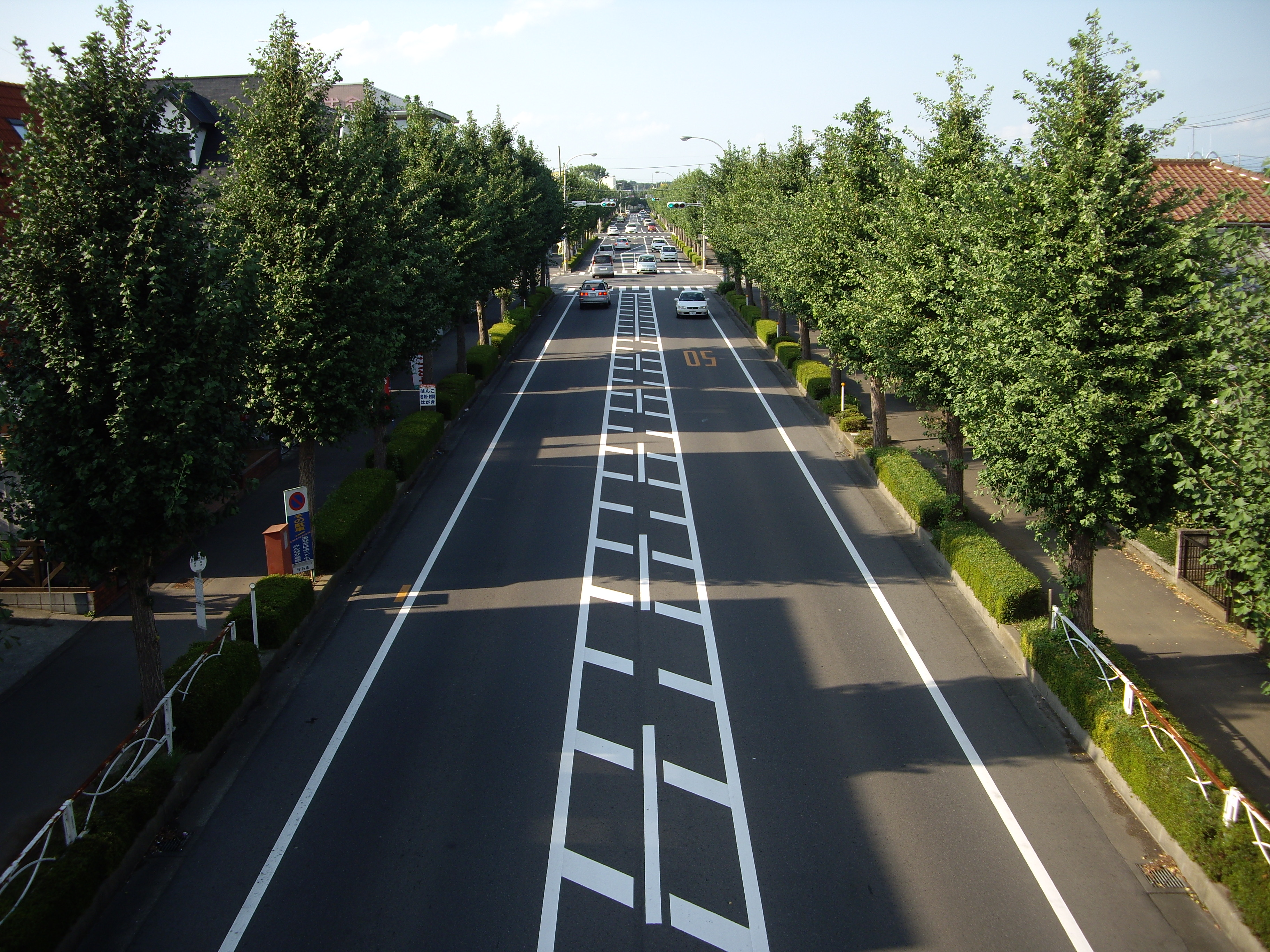
松前台二丁目（ふれあい道路）

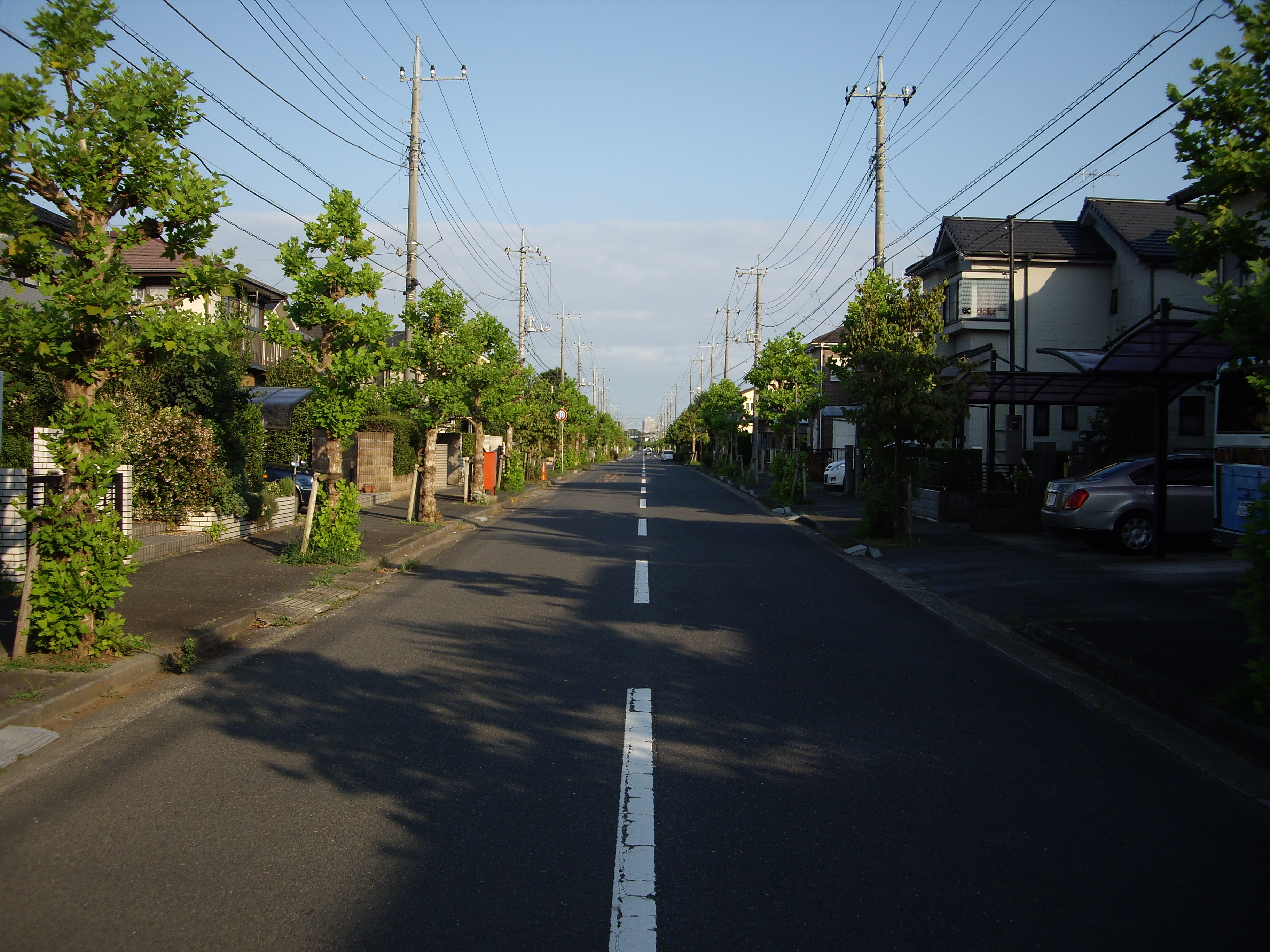
松前台六・七丁目

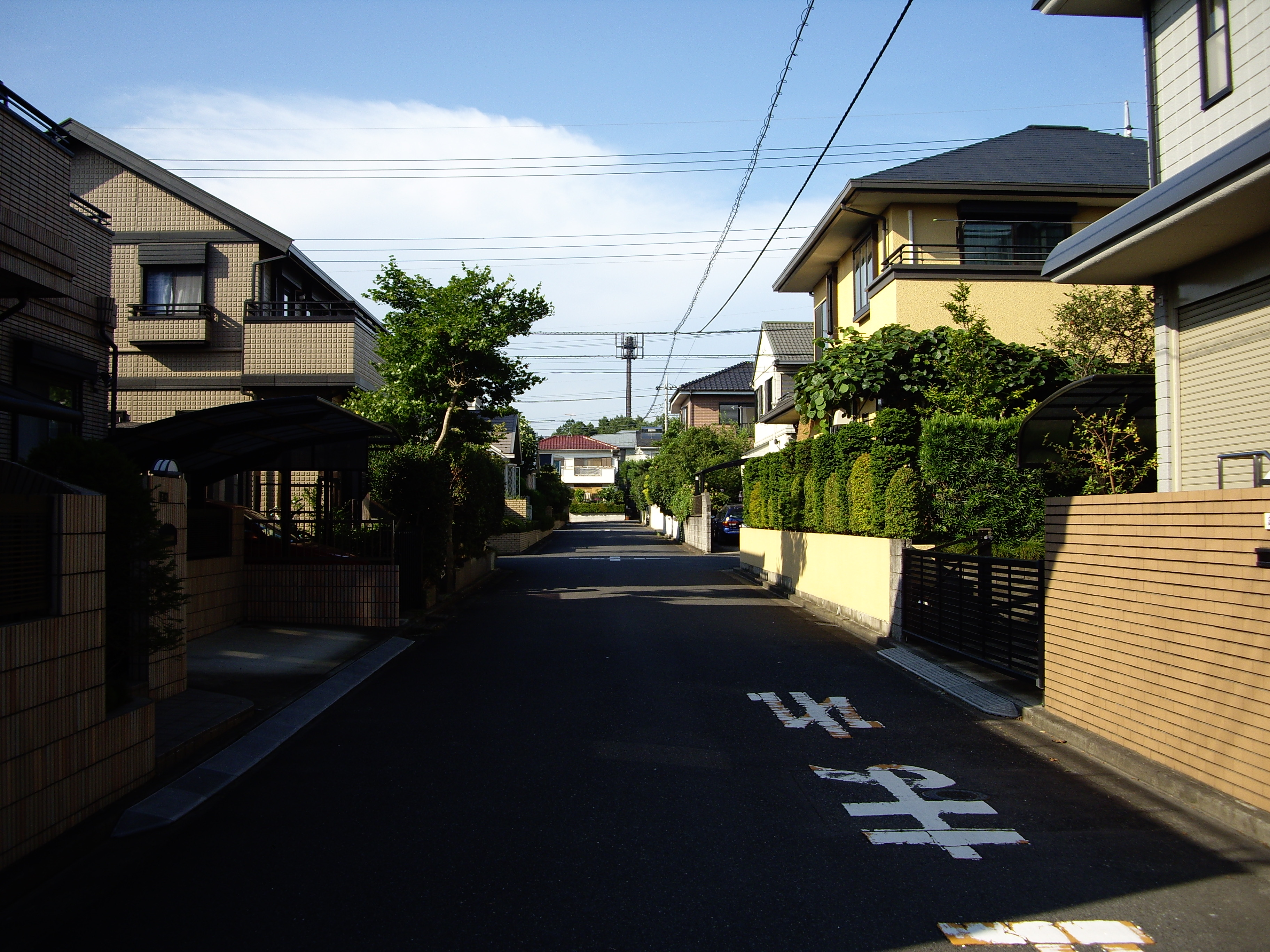
松前台七丁目

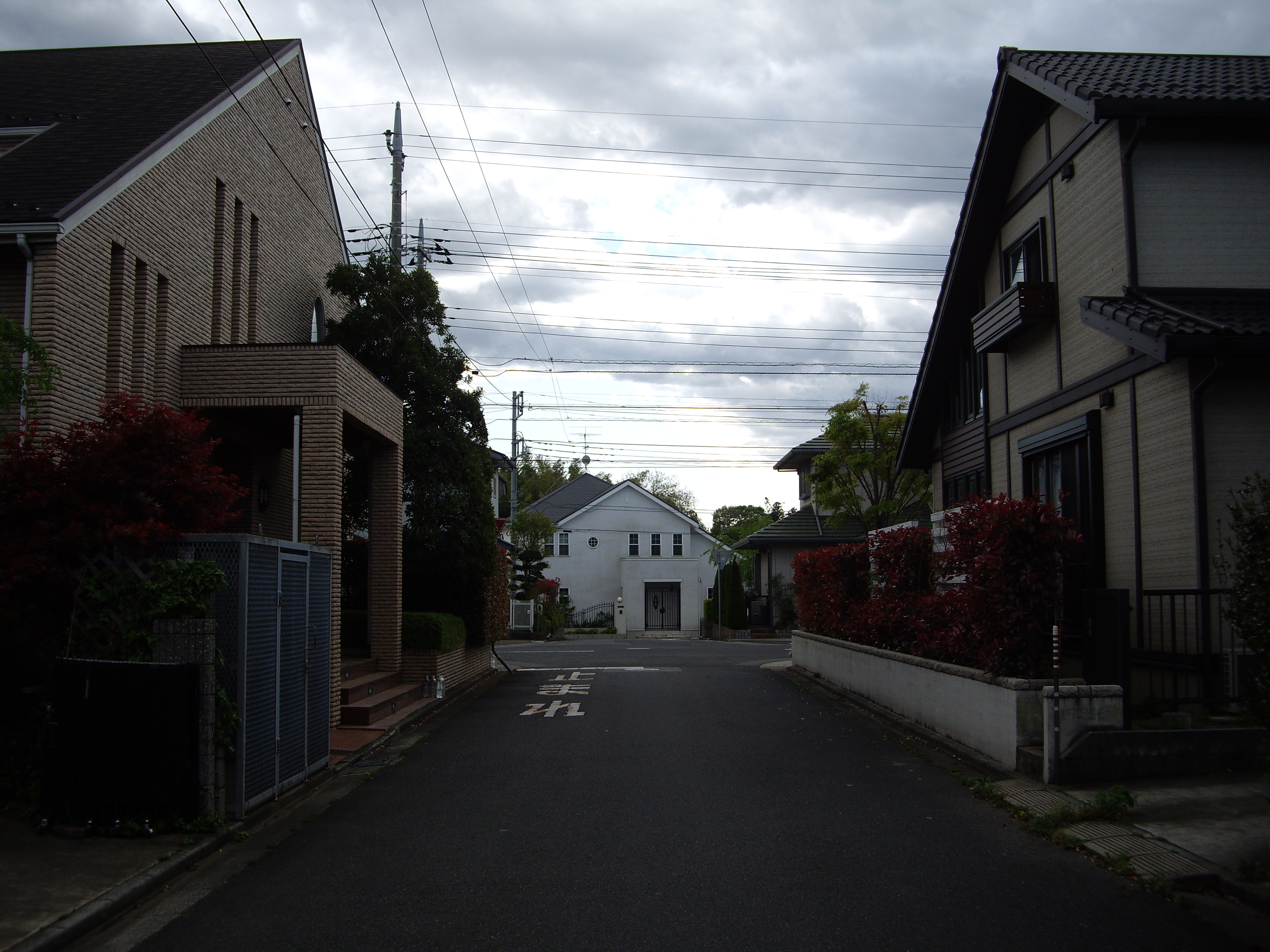
松前台六・七丁目(2)

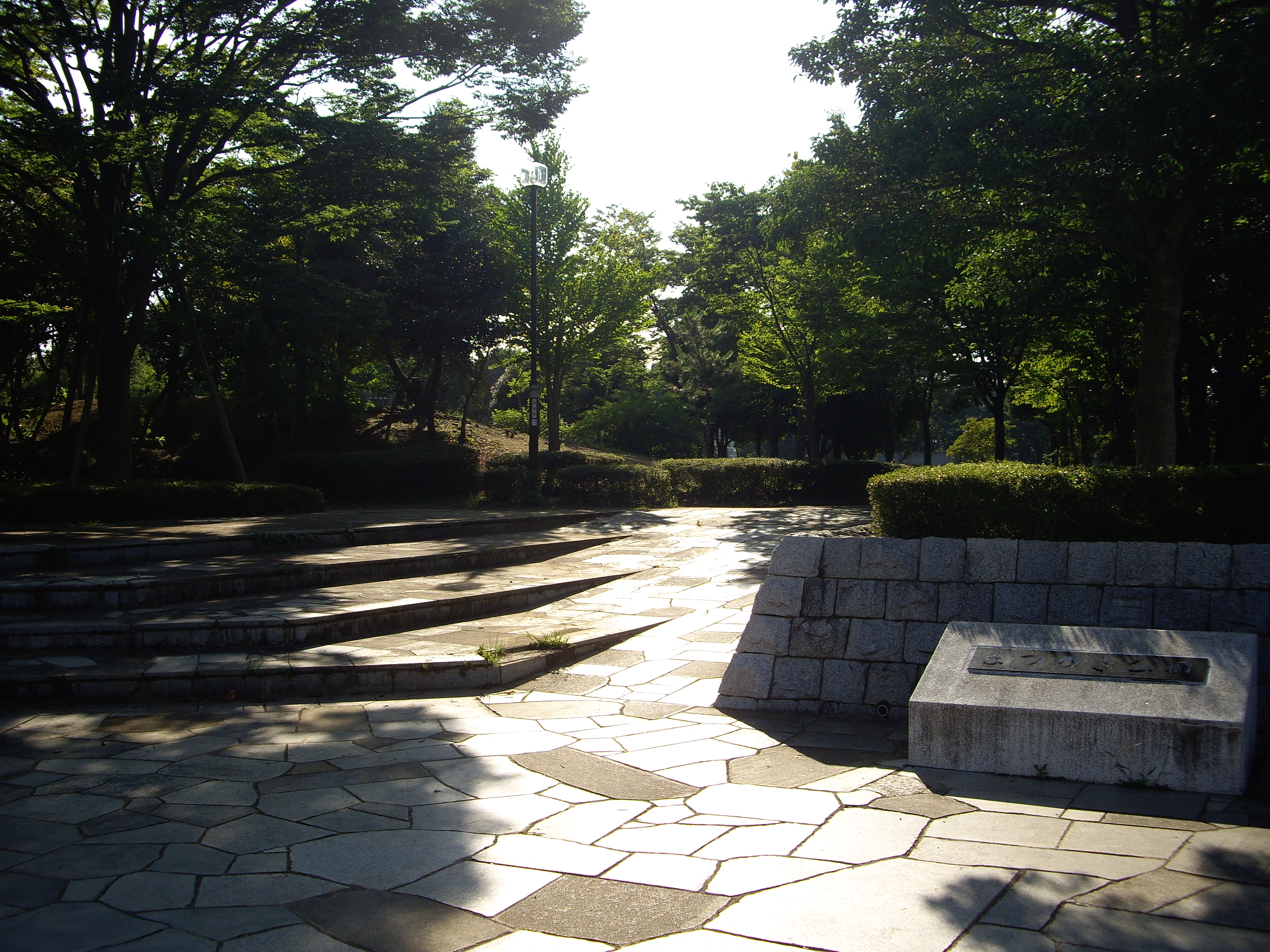
まつのき公園

松前台（まつまえだい/Matsumaedai）は茨城県守谷市にある地名。一丁目から七丁目まである。土地区画整理事業により大字大山新田、大字立沢、大字板戸井の一部から新設された。郵便番号は302-0102。

## 概要
守谷市の北部、常総ニュータウン北守谷地区の北西部に位置する閑静な住宅街である。地域内を通る北守谷遊歩道沿いに小学校、総合病院があり、遊歩道による歩車分離が生かされた街並みが特徴である。また、隣接する久保ケ丘、薬師台とも遊歩道で繋がっている。地域の南部は新守谷の駅前へ通じる北守谷地区のメイン通り、北守谷板戸井線、地域の東部は常総ふれあい道路が通る。
一丁目に総合守谷第一病院、二丁目に市立松前台小学校、五丁目に損害保険ジャパン日本興亜守谷総合研修センターがある。
東は久保ケ丘、西は板戸井、南は薬師台、北は大山新田と接している。

## 地名の由来
当地に存在した小字｢大山新田字松前｣より。

## 町名の変遷
| 実施後       | 実施年月日    | 実施前（各町名ともその一部） |
| ------------ | ------------- | ---------------------------- |
| 松前台一丁目 | 1985年5月24日 | 大字大山新田、大字立沢       |
| 松前台二丁目 | 1985年5月24日 | 大字大山新田、大字立沢       |
| 松前台三丁目 | 1985年5月24日 | 大字大山新田、大字立沢       |
| 松前台四丁目 | 1985年5月24日 | 大字大山新田                 |
| 松前台五丁目 | 1985年5月24日 | 大字大山新田、大字板戸井     |
| 松前台六丁目 | 1985年5月24日 | 大字大山新田、大字板戸井     |
| 松前台七丁目 | 1985年5月24日 | 大字大山新田、大字板戸井     |

## 世帯数と人口
2017年（平成29年）8月1日現在の世帯数と人口は以下の通りである。
| 丁目         | 世帯数    | 人口    |
| ------------ | --------- | ------- |
| 松前台一丁目 | 310世帯   | 724人   |
| 松前台二丁目 | 306世帯   | 700人   |
| 松前台三丁目 | 323世帯   | 748人   |
| 松前台四丁目 | 347世帯   | 802人   |
| 松前台五丁目 | 341世帯   | 953人   |
| 松前台六丁目 | 232世帯   | 636人   |
| 松前台七丁目 | 389世帯   | 1,077人 |
| 計           | 2,248世帯 | 5,640人 |

## 交通
首都圏新都市鉄道つくばエクスプレス・関東鉄道常総線守谷駅や新守谷駅を結ぶ路線バスが地域内を走っている。
路線バス
地域内には「松前台一丁目」、「松前台二丁目」、「松前台四丁目」、「松前台五丁目」、「松前台六丁目」、｢松前台七丁目｣、｢第一病院前｣、｢研修センター前｣、「素住台歩道橋」、「久保ケ丘」、「せせらぎの小路」の11つの停留所がある。
| 系統                             | 主要経由地                                                       | 行先               | 運行会社 |
| -------------------------------- | ---------------------------------------------------------------- | ------------------ | -------- |
|                                  | 松前台一丁目・松前台二丁目・久保ケ丘三丁目・立沢公園             | 新守谷駅           | ■関鉄    |
| 深夜                             | 松前台一丁目・松前台二丁目・久保ケ丘・せせらぎの小路             | 小絹中学校         | ■関鉄    |
| 急行                             | 素住台歩道橋・久保ケ丘・せせらぎの小路・きぬの里・自然博物館入口 | 岩井バスターミナル | ■関鉄    |
| 急行                             | 素住台歩道橋・久保ケ丘・せせらぎの小路・きぬの里・自然博物館入口 | 猿島バスターミナル | ■関鉄    |
| 急行                             | 第一病院前・研修センター前・松前台五丁目・松前台七丁目           | 北守谷公民館       | ■関鉄    |
|                                  | 松前台二丁目・松前台五丁目・松前台一丁目・薬師台五丁目           | 守谷駅西口         | ■関鉄    |
|                                  | せせらぎの小路・久保ケ丘・素住台歩道橋・前川製作所前             | 守谷駅西口         | ■関鉄    |
| 急行                             | 松前台七丁目・松前台五丁目・研修センター前・第一病院前           | 守谷駅西口         | ■関鉄    |
| 備考 深夜は23時以降・料金5割増。 |                                                                  |                    |          |

## 小・中学校の学区
市立小・中学校に通う場合、学区は以下の通りとなる。
| 丁目   | 番地 | 小学校       | 中学校         |
| ------ | ---- | ------------ | -------------- |
| 一丁目 | 全域 | 松前台小学校 | 御所ケ丘中学校 |
| 二丁目 | 全域 | 松前台小学校 | 御所ケ丘中学校 |
| 三丁目 | 全域 | 松前台小学校 | 御所ケ丘中学校 |
| 四丁目 | 全域 | 松前台小学校 | 御所ケ丘中学校 |
| 五丁目 | 全域 | 松前台小学校 | 御所ケ丘中学校 |
| 六丁目 | 全域 | 松前台小学校 | 御所ケ丘中学校 |
| 七丁目 | 全域 | 松前台小学校 | 御所ケ丘中学校 |

## 施設
- 守谷保育園 － 松前台二丁目15番地
- 守谷幼稚園 － 松前台二丁目15番地
- 守谷市立松前台小学校 － 松前台二丁目16番地
- 総合守谷第一病院 － 松前台一丁目17番地
- 大山公園 － 松前台一丁目19番地（20,200m2・近隣公園）
- かぶとむし公園 － 松前台四丁目12番地（2,496m2・街区公園）
- まつのき公園 － 松前台六丁目2番地（8,436m2・街区公園）
- やまばと公園 － 松前台三丁目11番地・12番地（9,416m2・街区公園）
- 北守谷遊歩道
- 損害保険ジャパン日本興亜守谷総合研修センター － 松前台五丁目3番地